# 毛懒甲螨属
毛懒甲螨属（学名：Trichonothrus）为懒甲螨科的一个属。

## 下级分类
本属包括以下物种：
- Trichonothrus austroafricanus Mahunka, 1986
- Trichonothrus hallidayi Colloff, 2011